# Saint-Germain-la-Chambotte
Saint-Germain-la-Chambotte eine Commune déléguée mit 515 Einwohnern (Stand 1. Januar 2022) in der Gemeinde Entrelacs im Département Savoie in der Region Auvergne-Rhône-Alpes. Sie gehörte zum Arrondissement Chambéry und zum Kanton Aix-les-Bains-1. Die Ortsbewohner von Saint-Germain-la-Chambotte heißen auf Französisch Saint-Germinois(es).
Mit Wirkung vom 1. Januar 2016 wurden die früheren Gemeinden Albens, Cessens, Épersy, Mognard, Saint-Germain-la-Chambotte und Saint-Girod zu einer Commune nouvelle mit dem Namen Entrelacs zusammengelegt.

## Geographie
Saint-Germain-la-Chambotte liegt auf 480 m, in der Nähe von Aix-les-Bains, etwa 23 km nördlich der Stadt Chambéry (Luftlinie). Das Dorf erstreckt sich im westlichen Albanais, in einem breiten Talbecken der Albenche, am Nordostfuß des Mont de Corsuet, welcher das Albanais vom Lac du Bourget trennt.
Zu Saint-Germain-la-Chambotte gehörten neben dem eigentlichen Ortskern auch mehrere Weilersiedlungen und Gehöfte, darunter:
- Montdurand (560 m) am Hang östlich des Talbeckens von Saint-Germain
- Laval (560 m) am Hang nördlich des Talbeckens von Saint-Germain
- La Chambotte (630 m) auf dem Passübergang zwischen Saint-Germain und dem Lac du Bourget

Nachbarorte von Saint-Germain-la-Chambotte sind Cessens im Norden, Albens im Osten, La Biolle und Brison-Saint-Innocent im Süden sowie Saint-Pierre-de-Curtille und Chindrieux im Westen.

## Geschichte
Im Mittelalter gehörte Saint-Germain-la-Chambotte zum Besitz der Herren von Montfalcon. Die im 14. Jahrhundert erstmals erwähnte und dem heiligen Germanus von Auxerre gewidmete Pfarrei war vom Priorat Saint-Innocent abhängig. Im Jahre 1936 wurde die ehemalige Gemeinde von Saint-Germain in Saint-Germain-la-Chambotte umbenannt.

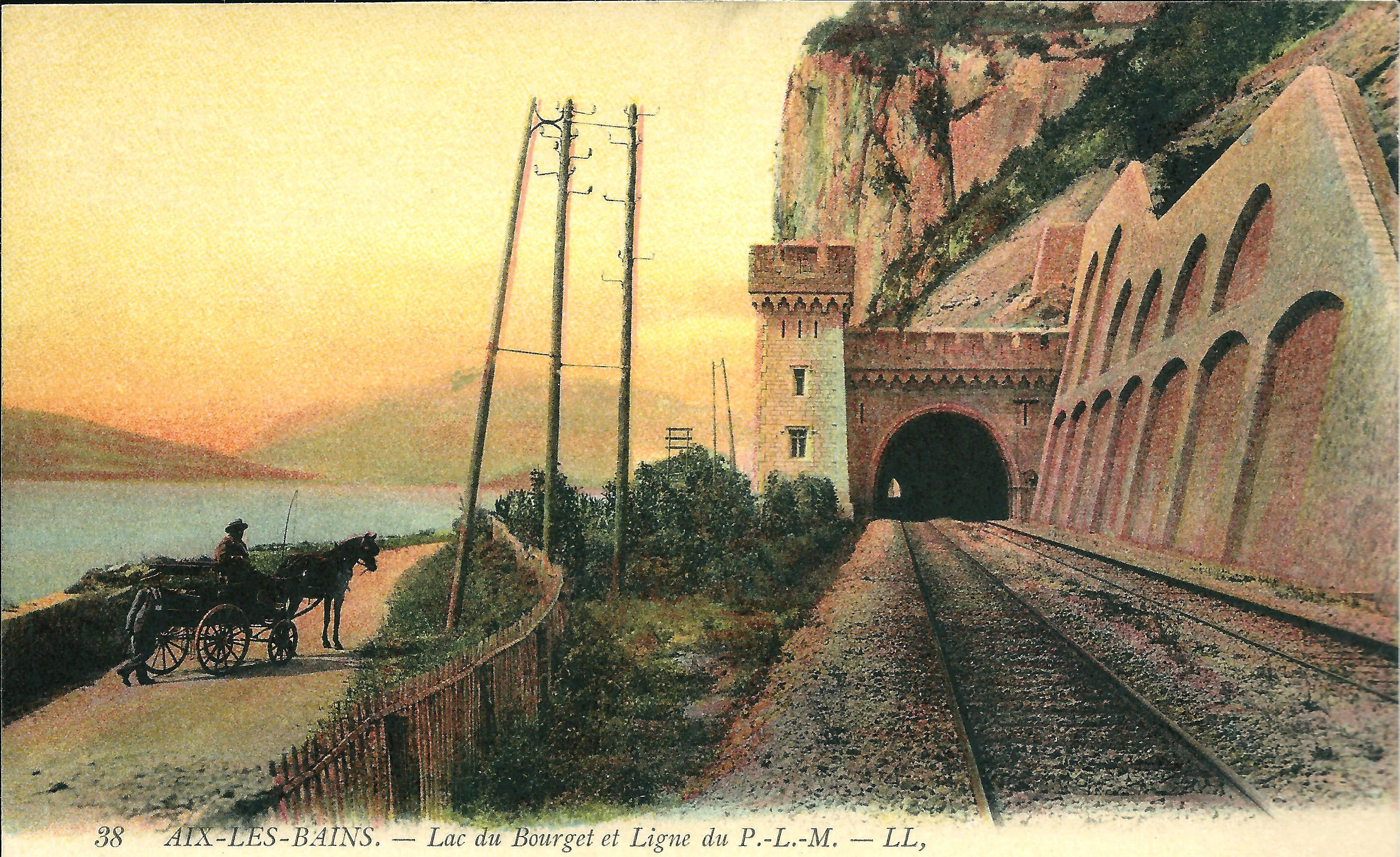
Tunnel du Grand Rocher in den 1910er Jahren

Am Uferabschnitt entlang des Lac du Bourget wurde 1856 die Bahnstrecke Culoz–Modane in Betrieb genommen. Im Bereich der Gemeinde verläuft sie teilweise durch den 397 m langen Tunnel du Grand Rocher, der ursprünglich ein in mittelalterlichem Stil gemauertes Tunnelportal besaß, ähnlich wie der weiter südlich gelegene Tunnel de Brison. Wiederkehrende Felsabbrüche aus einer Felsnase oberhalb des Südportals führten 1972 zu der Entscheidung, diese zu sprengen und so etwa 20,000 m3 brüchigen Gesteins zu beseitigen. Nachdem dies jedoch das Grundproblem häufigen Steinschlags nicht lösen konnte, wurde eine 75 m lange Schutzgalerie über die Bahnstrecke und parallel verlaufende Nationalstraße gebaut, die mögliche Gesteinslawinen in den See leitet.

## Sehenswürdigkeiten
Die Pfarrkirche von Saint-Germain-la-Chambotte wurde im 19. Jahrhundert errichtet. Die Belvédère von La Chambotte wurde 1882 erbaut und 1887 von Königin Victoria besucht. Von La Chambotte bietet sich ein schöner Blick auf den Lac du Bourget.

## Bevölkerung
| Bevölkerungsentwicklung | Bevölkerungsentwicklung |
| Jahr                    | Einwohner               |
| ----------------------- | ----------------------- |
| 1962                    | 329                     |
| 1968                    | 311                     |
| 1975                    | 275                     |
| 1982                    | 276                     |
| 1990                    | 328                     |
| 1999                    | 386                     |
| 2006                    | 442                     |
| 2011                    | 444                     |

Nachdem die Einwohnerzahl in der ersten Hälfte des 20. Jahrhunderts rückläufig war, wurde seit Mitte der 1980er Jahre wieder eine deutliche Bevölkerungszunahme verzeichnet.

## Wirtschaft und Infrastruktur
Saint-Germain-la-Chambotte war bis weit ins 20. Jahrhundert hinein ein vorwiegend durch die Landwirtschaft geprägtes Dorf. Saint-Germain-la-Chambotte liegt in der Weinbauregion Savoie. Weißweine aus der Rebsorte Altesse (lokal Roussette genannt) dürfen unter der geschützten Herkunftsbezeichnung Roussette de Savoie vermarktet werden. Für Weißweine anderer Rebsorten sowie Rotweine gilt die AOC Vin de Savoie.
Daneben gibt es heute verschiedene Betriebe des lokalen Kleingewerbes. Mittlerweile hat sich das Dorf auch zu einem Wohnort entwickelt. Viele Erwerbstätige sind Wegpendler, die in den größeren Ortschaften der Umgebung sowie im Raum Chambéry und Annecy ihrer Arbeit nachgehen.
Die Ortschaft liegt abseits der größeren Durchgangsstraßen an einer Departementsstraße, die von La Biolle via La Chambotte nach Chindrieux führt. Eine weitere Straßenverbindung besteht mit Rumilly. Der nächste Anschluss an die Autobahn A41 befindet sich in einer Entfernung von rund 10 km.